# Толупан
Хікаке або толупан, народ в Гондурасі. Населяють переважно північно-східне, карибське узбережжя, а також живуть у комуні Монтанья де ла Флор у середній частині країни.

## Культура
Основне заняття — землеробство, вирощують боби, кукурудзу, маніок. Сім'я полігамна, за культурою близькі до міскіто та суму (каокопере).

## Історія
У 19 столітті римо-католицький місіонер Мануель Хесус де Субіріан заохочував толопан до асиміляції, поселяючи їх у поселеннях для вирощування кукурудзи.